# ナンシー・ホールダー
ナンシー・ホールダー（Nancy Holder、ホルダーの表記もあり、1953年8月29日 - ）は、アメリカ合衆国のSF作家、ホラー作家。本名はナンシー・リンジー・ジョーンズ(Nancy Lindsay Jones)。他のペンネームに、ローレル・チャンドラー(Laurel Chandler) 、ウェンディ・デイヴィス(Wendi Davis)などがある。サンディエゴ在住。
ブラム・ストーカー賞を4度受賞している他、「バフィー 〜恋する十字架〜」、「ヤング・スーパーマン」など人気テレビシリーズのノベライゼーションでも知られる。
カリフォルニア州ロス・アルトス(Los Altos)生まれ。カリフォルニアおよび日本で育ち、16歳の時にドイツでバレエ・ダンサーとなるために自主退学。アメリカに帰国後、学業を再開。カリフォルニア大学サンディエゴ校を卒業。

## 日本語訳された著作リスト
- 『メイキング・ラブ』（Making Love (1993)、メラニー・テム共著、山田蘭訳、創元推理文庫）

- 『ウィッチライト』（Witch-Light (1996)、メラニー・テム共著、山田蘭訳、創元推理文庫）

- 『死霊の王 - バンパイヤ・スレイヤー』（Buffy the Vampire Slayer - Halloween Rain (1997)、クリストファー・ゴールデン共著、矢口悟訳、ハヤカワ文庫）
テレビドラマ「バフィー ～恋する十字架～」シリーズのノベライゼーション

- 『ヤングスーパーマン (2)』（花田知恵訳、C★NOVELS） 2005
テレビドラマ「ヤング・スーパーマン」シリーズのノベライゼーション

- 『プリティ・リトル・デビル』（Pritty Little Devil、大谷真弓訳、鯨堂みさ帆イラスト、マッグガーデン） 2006

### ローレル･チャンドラー名義
- 『ホワイト・ドリーム』（岸本恵美子訳、講談社L文庫）

### ウェンディ・デイヴィス名義
- 『はじめての秘密』（浅野夕子訳、サンリオファーストラブ）